# Barnard Island
Barnard Island är en ö i Kanada.   Den ligger i ögruppen Estevan Group i Regional District of Kitimat-Stikine och provinsen British Columbia, i den sydvästra delen av landet, 3 900 km väster om huvudstaden Ottawa.
I omgivningarna runt Barnard Island växer i huvudsak barrskog.  Klimatet i området är tempererat. Årsmedeltemperaturen i trakten är 6 °C. Den varmaste månaden är juli, då medeltemperaturen är 14 °C, och den kallaste är februari, med −2 °C.